# ستانلي بليستون
ستانلي بليستون (بالإنجليزية: Stanley Blystone)‏ مواليد 1 أغسطس 1894 في ويسكونسن، الولايات المتحدة - الوفاة 16 يوليو 1956 في هوليوود، كاليفورنيا، الولايات المتحدة، هو ممثل أمريكي بدأ مسيرته الفنية سنة 1924. امتدت مسيرته الفنية لأكثر من 32 عاما.

## الأعمال
- الأزمنة الحديثة
- أحمق في أكسفورد
- الحارس الوحيد

## روابط خارجية
- ستانلي بليستون على موقع IMDb (الإنجليزية)
- ستانلي بليستون على موقع أول موفي (الإنجليزية)
- ستانلي بليستون على موقع قاعدة بيانات الفيلم (الإنجليزية)